# Cyrtodactylus surin
Espèce
Cyrtodactylus surin est une espèce de geckos de la famille des Gekkonidae.

## Répartition
Cette espèce est endémique des îles Surin dans la province de Phang Nga au Thaïlande.

## Publication originale
- Chan-Ard & Makchai, 2011 : A New Insular Species of Cyrtodactylus Gray, 1827 (Squamata, Gekkonidae), from the Surin Islands, Phang-nga Province, Southern Thailand. The Thailand Natural History Museum Journal, vol. 5, n. 1, p. 7-15.